# Élections cantonales de 1889 dans la Mayenne
Les élections cantonales françaises de 1889 ont eu lieu le 28 juillet et 4 août 1889.

## Assemblée départementale élue
| Parti                        | Sigle   | Élus 1889 | Élus 1890 | Élus 1891 |
| ---------------------------- | ------- | --------- | --------- | --------- |
| Républicains                 |         |           |           |           |
| Républicains modérés         | Rép.opp | 12        | 13        | 14        |
| Monarchistes                 |         |           |           |           |
| Légitimistes                 | Légit.  | 12        | 12        | 11        |
| Orléaniste                   | Orléa.  | 1         | 0         | 0         |
| Bonapartistes                |         |           |           |           |
| Bonapartiste                 | Bonap.  | 2         | 2         | 2         |
| Président du conseil Général |         |           |           |           |
| Légitimistes                 |         | Plazanet  |           |           |
| Légitimistes                 |         |           | Plazanet  |           |
| Républicains modérés         |         |           |           | Denis     |

## Composition (1889)

### Le président
Le président est Charles Théophile de Plazanet, élu président le 19 août 1889.

### Les vice-présidents
Le 19 août 1889, les vice-présidences sont ainsi distribuées :
- Henri de Vaujuas-Langan[2] ;
- Edmond Lucien Leblanc[3].

### Les secrétaires
- Camille Lemonnier de Lorière[4].
- Vicomte Christian de Villebois-Mareuil[5].

## Composition (1890)

### Le président
Le président est Charles Théophile de Plazanet, élu président le 18 août 1890.

### Les vice-présidents
Le 18 août 1890, les vice-présidences sont ainsi distribuées :
- Henri de Vaujuas-Langan[7] ;
- Edmond Lucien Leblanc[8].

### Les secrétaires
- Camille Lemonnier de Lorière[9].
- Vicomte Christian de Villebois-Mareuil[10].

## Composition (1891)

### Le président
Le président est Gustave Denis, élu président le 17 août 1891.

### Les vice-présidents
Le 17 août 1891, les vice-présidences sont ainsi distribuées :
- M. Gerbault[12], 1er vice-président ;
- M. Renault-Morlière[13], 2e vice-président.

### Les secrétaires
- M. Dominique[14].
- M. Tallandier[15].

## Liste
| Canton                            | Circ. | Conseiller général                        | Parti | Parti    | Série | Conseiller général            | Parti | Parti    | Série |
| --------------------------------- | ----- | ----------------------------------------- | ----- | -------- | ----- | ----------------------------- | ----- | -------- | ----- |
| Arrondissement de Château-Gontier |       |                                           |       |          |       |                               |       |          |       |
| canton de Bierné                  |       | Louis-Marie de Quatrebarbes               |       | Legit.   | 1886  |                               |       |          |       |
| canton de Château-Gontier         |       | Alfred Barouille                          |       | Orléa.   | 1886  | Étienne Albert Duboys Fresney |       | Rép.opp. | 1890  |
| canton de Cossé-le-Vivien         |       | Charles de Bodard de La Jacopière         |       | Legit.   | 1889  |                               |       |          |       |
| canton de Craon                   |       | René-Marie, marquis de Champagné          |       | Legit.   | 1889  | Pierre Monnier                |       | Rép.opp. | 1890  |
| canton de Grez-en-Bouère          |       | Vicomte Christian de Villebois-Mareuil    |       | Legit.   | 1886  |                               |       |          |       |
| canton de Saint-Aignan-sur-Roë    |       | Anatole Pouria                            |       | Legit.   | 1889  |                               |       |          |       |
| Arrondissement de Laval           |       |                                           |       |          |       |                               |       |          |       |
| canton d'Argentré                 |       | Edmond Gaultier de Vaucenay               |       | Legit.   | 1887  |                               |       |          |       |
| canton de Chailland               |       | Alfred Dominique                          |       | Rép.opp. | 1889  |                               |       |          |       |
| canton d'Évron                    |       | Edmond Gerbault                           |       | Rép.opp. | 1886  |                               |       |          |       |
| canton de Laval-Est               |       | Victor Boissel                            |       | Rép.opp. | 1889  |                               |       |          |       |
| canton de Laval-Ouest             |       | Christian d'Elva                          |       | Legit.   | 1889  |                               |       |          |       |
| canton de Loiron                  |       | Henri de Vaujuas-Langan                   |       | Legit.   | 1889  |                               |       |          |       |
| canton de Meslay-du-Maine         |       | Camille Lemonnier de Lorière              |       | Legit.   | 1886  |                               |       |          |       |
| canton de Montsûrs                |       | Charles Théophile de Plazanet             |       | Legit.   | 1886  |                               |       |          |       |
| canton de Sainte-Suzanne          |       | Anatole-Edouard Robert                    |       | Rép.opp. | 1887  |                               |       |          |       |
| Arrondissement de Mayenne         |       |                                           |       |          |       |                               |       |          |       |
| canton d'Ambrières-les-Vallées    |       | "Louis" Marie-Jean Trippier de Lagrange   |       | Bonap.   | 1889  |                               |       |          |       |
| canton de Bais                    |       | Auguste Davoust                           |       | Rép.opp. | 1886  |                               |       |          |       |
| canton de Couptrain               |       | Lucien Chaulin-Servinière                 |       | Rép.opp. | 1886  |                               |       |          |       |
| canton d'Ernée                    |       | Amédée Renault-Morlière                   |       | Rép.opp. | 1889  |                               |       |          |       |
| canton de Gorron                  |       | Maurice Le Ray d'Abrantès, duc d'Abrantès |       | Bonap.   | 1889  |                               |       |          |       |
| canton du Horps                   |       | Edmond Lucien Leblanc                     |       | Legit.   | 1886  |                               |       |          |       |
| canton de Landivy                 |       | Édouard-Félix Taillandier                 |       | Rép.opp. | 1889  |                               |       |          |       |
| canton de Lassay-les-Châteaux     |       | Jules Le Breton                           |       | Rép.opp. | 1886  |                               |       |          |       |
| canton de Mayenne-Est             |       | César Léon Chabrun                        |       | Legit.   | 1889  |                               |       |          |       |
| canton de Mayenne-Ouest           |       | Gustave Denis                             |       | Rép.opp. | 1889  |                               |       |          |       |
| canton de Pré-en-Pail             |       | Amédée Fichet                             |       | Rép.opp. | 1886  |                               |       |          |       |
| canton de Villaines-la-Juhel      |       | Vital Bruneau père                        |       | Rép.opp. | 1886  |                               |       |          |       |

## Résultats pour le conseil général

### Arrondissement de Laval

#### Canton de Chailland
| Candidats            | Candidats        | Étiquette    | Premier tour | Premier tour | deuxième tour | deuxième tour |
| Candidats            | Candidats        | Étiquette    | Voix         | %            | Voix          | %             |
| -------------------- | ---------------- | ------------ | ------------ | ------------ | ------------- | ------------- |
|                      | Alfred Dominique | Opportuniste | 1479         |              | 1646          |               |
|                      | Allouel          | Monarchiste  | 1409         |              | 1540          |               |
|                      |                  |              |              |              |               |               |
| Inscrits             | Inscrits         | Inscrits     | 4052         |              | 4308          |               |
| Votants              | Votants          | Votants      | 3431         |              |               |               |
| Exprimés             |                  |              |              |              |               |               |
| * Conseiller sortant |                  |              |              |              |               |               |

#### Canton de Laval-Est
| Candidats            | Candidats         | Étiquette    | Premier tour | Premier tour | Deuxième tour | Deuxième tour |
| Candidats            | Candidats         | Étiquette    | Voix         | %            | Voix          | %             |
| -------------------- | ----------------- | ------------ | ------------ | ------------ | ------------- | ------------- |
|                      | Victor Boissel *  | Opportuniste | 1 372        |              | 1 705         |               |
|                      | De la Barre       | Monarchiste  | 1 120        |              | 1 453         |               |
|                      | Georges Boulanger | Boulangiste  | 771          |              |               |               |
|                      |                   |              |              |              |               |               |
| Inscrits             | Inscrits          | Inscrits     | 4 876        |              | 4 669         |               |
| Votants              | Votants           | Votants      | 3 573        |              | 3 139         |               |
| Exprimés             |                   |              |              |              |               |               |
| * Conseiller sortant |                   |              |              |              |               |               |

#### Canton de Laval-Ouest
| Candidats             | Candidats         | Étiquette     | Premier tour | Premier tour | Deuxième tour | Deuxième tour |
| Candidats             | Candidats         | Étiquette     | Voix         | %            | Voix          | %             |
| --------------------- | ----------------- | ------------- | ------------ | ------------ | ------------- | ------------- |
|                       | Christian d'Elva  | Monarchiste   | 2 046        |              | 2 233         |               |
|                       | Aimé Billion      | Opportuniste  | 1 322        |              | 1 479         |               |
|                       | Louis Bretonnière | Boulangiste * | 933          |              | 548           |               |
|                       |                   |               |              |              |               |               |
| Inscrits              | Inscrits          | Inscrits      | 5 787        |              |               |               |
| Votants               | Votants           | Votants       | 4 462        |              |               |               |
| Exprimés              |                   |               |              |              |               |               |
| * Conseiller sortant. |                   |               |              |              |               |               |

#### Canton de Loiron
|                      | Henri de Vaujuas-Langan * | Monarchiste | 2677 |  |  |  |
|                      |                           |             |      |  |  |  |
| Inscrits             |                           |             |      |  |  |  |
| Votants              |                           |             |      |  |  |  |
| Exprimés             |                           |             |      |  |  |  |
| * Conseiller sortant |                           |             |      |  |  |  |

### Arrondissement de Château-Gontier

#### Canton de Cossé-le-Vivien
|                      | Charles de Bodard de La Jacopière * | Monarchiste | 1 683 |  |  |  |
|                      |                                     |             |       |  |  |  |
| Inscrits             |                                     |             |       |  |  |  |
| Votants              |                                     |             |       |  |  |  |
| Exprimés             |                                     |             |       |  |  |  |
| * Conseiller sortant |                                     |             |       |  |  |  |

#### Canton de Craon
|                      | René-Marie, marquis de Champagné * | Monarchiste | 1884 |  |  |  |
|                      |                                    |             |      |  |  |  |
| Inscrits             |                                    |             |      |  |  |  |
| Votants              | Votants                            | Votants     | 2544 |  |  |  |
| Exprimés             |                                    |             |      |  |  |  |
| * Conseiller sortant |                                    |             |      |  |  |  |

#### Canton de Saint-Aignan-sur-Roë
|                      | Anatole Pouria * | Monarchiste | 1 619 |  |  |  |
|                      |                  |             |       |  |  |  |
| Inscrits             |                  |             |       |  |  |  |
| Votants              |                  |             |       |  |  |  |
| Exprimés             |                  |             |       |  |  |  |
| * Conseiller sortant |                  |             |       |  |  |  |

### Arrondissement de Mayenne

#### Canton de Gorron
|                      | Maurice Le Ray d'Abrantès, duc d'Abrantès * | ex Bonap. | 2148 |  |  |  |
|                      |                                             |           |      |  |  |  |
| Inscrits             |                                             |           |      |  |  |  |
| Votants              |                                             |           |      |  |  |  |
| Exprimés             |                                             |           |      |  |  |  |
| * Conseiller sortant |                                             |           |      |  |  |  |

#### Canton d'Ambrières-les-Vallées
|                       | "Louis" Marie-Jean Trippier de Lagrange * | Ex. Bonap., Droite | 1648 |  |  |  |
|                       |                                           |                    |      |  |  |  |
| Inscrits              |                                           |                    |      |  |  |  |
| Votants               |                                           |                    |      |  |  |  |
| Exprimés              |                                           |                    |      |  |  |  |
| * Conseiller sortant. |                                           |                    |      |  |  |  |

#### Canton de Mayenne-Est
| Candidats            | Candidats           | Étiquette    | Premier tour | Premier tour | Deuxième tour | Deuxième tour |
| Candidats            | Candidats           | Étiquette    | Voix         | %            | Voix          | %             |
| -------------------- | ------------------- | ------------ | ------------ | ------------ | ------------- | ------------- |
|                      | César Léon Chabrun  | Monarchiste  | 1396         |              | 1617          |               |
|                      | Ferdinand Lambert * | Opportuniste | 1378         |              | 1555          |               |
|                      |                     |              |              |              |               |               |
| Inscrits             | Inscrits            | Inscrits     |              |              | 3832          |               |
| Votants              |                     |              |              |              |               |               |
| Exprimés             |                     |              |              |              |               |               |
| * Conseiller sortant |                     |              |              |              |               |               |

#### Canton de Mayenne-Ouest
|                       | Gustave Denis * | Opportuniste | 1708 |  |  |  |
|                       | De Robien       | Monarchiste  | 1165 |  |  |  |
|                       |                 |              |      |  |  |  |
| Inscrits              |                 |              |      |  |  |  |
| Votants               |                 |              |      |  |  |  |
| Exprimés              |                 |              |      |  |  |  |
| * Conseiller sortant. |                 |              |      |  |  |  |

#### Canton de Landivy
|                      | Édouard-Félix Taillandier * | Opportuniste | 1487 |  |  |  |
|                      | Le Dauphin                  | Monarchiste  | 1145 |  |  |  |
|                      |                             |              |      |  |  |  |
| Inscrits             |                             |              |      |  |  |  |
| Votants              |                             |              |      |  |  |  |
| Exprimés             |                             |              |      |  |  |  |
| * Conseiller sortant |                             |              |      |  |  |  |

#### Canton d'Ernée
|                      | Amédée Renault-Morlière *           | Opportuniste | 1 906 |  |  |  |
|                      | Joseph-Augustin Boullier de Branche | Monarchiste  |       |  |  |  |
|                      |                                     |              |       |  |  |  |
| Inscrits             |                                     |              |       |  |  |  |
| Votants              |                                     |              |       |  |  |  |
| Exprimés             |                                     |              |       |  |  |  |
| * Conseiller sortant |                                     |              |       |  |  |  |

## Élection partielle durant le mandat
Il y a eu une élection partielle durant ce mandat à la suite du décès de René-Marie, marquis de Champagné.
| Candidat et parti politique | Candidat et parti politique | Candidat et parti politique | Premier tour | Premier tour | Second tour | Second tour |
| Candidat et parti politique | Candidat et parti politique | Candidat et parti politique | Voix         | %            | Voix        | %           |
| --------------------------- | --------------------------- | --------------------------- | ------------ | ------------ | ----------- | ----------- |
|                             | Pierre Monnier              | Opportuniste                | 1582         |              |             |             |
|                             | Dr Auguste Morillon         | Monarchiste                 | 1244         |              |             |             |
|                             |                             |                             |              |              |             |             |
| Inscrits                    | Inscrits                    | Inscrits                    | 3414         |              |             |             |
| Abstentions                 |                             |                             |              |              |             |             |
| Votants                     | Votants                     | Votants                     | 2 842        |              |             |             |
| Blancs et nuls              |                             |                             |              |              |             |             |
| Exprimés                    |                             |                             |              |              |             |             |

## Sources
- L'Avenir de la Mayenne, 4 et 11 août 1889